# Розовское
Розовское — упразднённый посёлок в Суетском районе Алтайского края. Входил в состав Добровольского сельсовета. Точная дата ликвидации не установлена.

## География
Посёлок располагался в 3,5 км к юго-западу от села Михайловка.

## История
Основан в 1911 году, немцами переселенцами из Екатеринославской губернии. До 1917 года лютеранско-менонитский посёлок Добровольской волости Барнаульского уезда Томской губернии. До 1953 г. центр Розовского сельсовета. Колхоз имени Розы Люксембург.

## Население[1]
| год     | 1926 |
| ------- | ---- |
| человек | 165  |